# Wybory prezydenckie w Rwandzie w 2010 roku
Wybory prezydenckie w Rwandzie w 2010 roku – odbyły się 9 sierpnia 2010. Urzędujący prezydent Paul Kagame uzyskał reelekcję na stanowisku, zdobywając ponad 93% głosów poparcia. 
W wyborach uczestniczyło jeszcze troje kandydatów, wszyscy popierający politykę rządu. Zdaniem opozycji wybory były "grą pozorów", a jej kandydaci nie zostali dopuszczeni do startu. Komisja wyborcza wyraziła zadowolenie z pokojowego i dobrze zorganizowanego procesu wyborczego i głosowania. Zagraniczni obserwatorzy ze Wspólnoty Narodów podkreślili brak udziału partii opozycyjnych w kampanii wyborczej.

## Organizacja głosowania i kandydaci

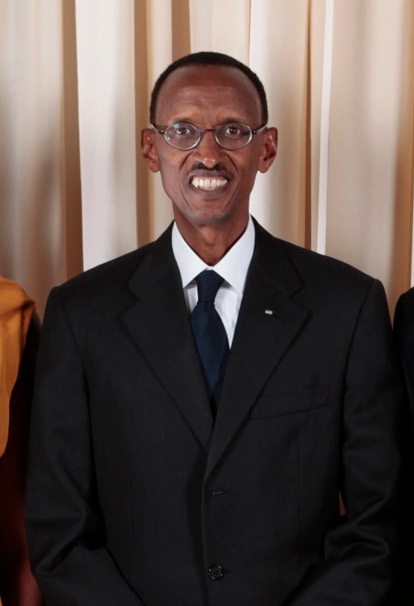
Prezydent Paul Kagame, faworyt wyborów

Prezydent Rwandy wybierany jest w na 7-letnią kadencję w głosowaniu powszechnym, z możliwością jednej reelekcji. 16 września 2009 rząd wyznaczył datę wyborów na 9 sierpnia 2010. Poprzednie wybory odbyły się w sierpniu 2003 i zakończyły wysokim zwycięstwem prezydenta Paula Kagame, który zdobył 95% głosów poparcia.
Do udziału w wyborach zarejestrowanych zostało 4 kandydatów: 
- Paul Kagame - urzędujący od 2000 prezydent z Rwandyjskiego Frontu Patriotycznego (RPF), pozostający zdecydowanym faworytem wyborów
- Prosper Higiro - z Partii Liberalnej, wiceprzewodniczący Senatu i przewodniczący grupy rwandyjskich deputowanych w Parlamencie Panafrykańskim
- Alivera Mukabaramba - z Partii na rzecz Postępu i Zgody, senator, z zawodu pediatra i jedyna kobieta wśród kandydatów
- Jean Damascène Ntawukuriryayo - z Partii Socjaldemokratycznej, wiceprzewodniczący Izby Deputowanych i były minister zdrowia.

Ostatni trzej kandydaci pochodzili z partii politycznych, które w wyborach w prezydenckich w 2003 wsparły kandydaturę Paula Kagame i na przestrzeni kolejnych lat również popierali politykę rządzącego RPF.

## Kampania wyborcza
Kampania wyborcza trwała od 20 lipca do 7 sierpnia 2010. Zdominowana była przez zwolenników urzędującego prezydenta, którzy uczestniczyli w masowych wiecach na rzecz jego poparcia. W miastach rozwieszone były plakaty z jego wizerunkiem, rozdawano koszulki i czapeczki z jego podobizną. Zwolennicy prezydenta wskazywali, że zapewnił on państwu stabilność i rozwój gospodarczy po krwawej wojnie domowej. Kagame w czasie kampanii obiecywał kontynuację swojej polityki, dalszy rozwój rolnictwa, rozwijanie instytucji państwa, walkę z korupcją, promocję praw kobiet i ochrony środowiska. Komisja wyborcza stwierdziła, że kampania wyborcza przebiegła spokojnie i nie odnotowano w jej trakcie aktów przemocy.
Opozycja krytykowała politykę prezydenta, zarzucając mu tłamszenie demokracji i ograniczanie swobód obywatelskich. Wybory, w których Kagame zdaniem opozycji nie miał rzeczywistych rywali, uznała za „grę pozorów”. Rządzących oskarżyła o ograniczanie wolności prasy, wolności słowa oraz prawa do stowarzyszeń i zgromadzeń. Demokratyczna Partia Zielonych, jedna z głównych partii opozycyjnych, zarzuciła władzom zastraszanie jej członków przed wyborami i uniemożliwienie rejestracji jej kandydata. W lipcu 2010 zamordowany został jej wiceprzewodniczący, Andre Kagwa Rwisereka. Policja stwierdziła, że powodem zabójstwa były kwestie biznesowe, jednak Human Rights Watch uznała, że morderstwa dokonano na tle politycznym. Do zabójstw doszło również w szeregach innych partii politycznych. Organizacje broniące praw człowieka stwierdziły także, że członkowie partii opozycyjnych byli przed zastraszani i uniemożliwiono im start w wyborach. W miesiącach poprzedzających wybory, w Rwandzie zamknięte zostały dwie niezależne gazety, a wielu dziennikarzy opuściło granice kraju. W czerwcu 2010 zastrzelony został reporter gazety „Umuvugizi”.

## Wyniki wyborów
Do udziału w wyborach zarejestrowało się ok. 5,18 mln obywateli. Lokale wyborcze były czynne w godzinach 6:00-17:00. Według oficjalnych wyników, opublikowanych przez komisję wyborczą 11 sierpnia 2010, prezydent Paul Kagame wygrał wybory, zdobywając 93,08% głosów poparcia. Drugi w kolejności kandydat, Jean Damascène Ntawukuriryayo, otrzymał 5,15% głosów. Frekwencja wyborcza wyniosła 97,51%.
- Wyniki wyborów prezydenckich:

| Kandydat - Partia polityczna | Kandydat - Partia polityczna                                     | Liczba głosów | %      |
| ---------------------------- | ---------------------------------------------------------------- | ------------- | ------ |
|                              | Paul Kagame - Rwandyjski Front Patriotyczny (RPF)                | 4 638 650     | 93,08% |
|                              | Jean Damascène Ntawukuriryayo - Patria Socjaldemokratyczna (PSD) | 256 488       | 5,15%  |
|                              | Prosper Higiro - Partia Liberalna (PL)                           | 68 235        | 1,37%  |
|                              | Alivera Mukabaramba - Partia na rzecz Postępu i Zgody (PPC)      | 20 107        | 0,4%   |
| Głosy nieważne               | Głosy nieważne                                                   | 68 625        |        |
| Razem                        | Razem                                                            | 5 049 302     | 100%   |
| Źródło:                      |                                                                  |               |        |

## Ocena procesu wyborczego
Sekretarz komisji wyborczej, Charles Munyaneza, stwierdził, że jest ona zadowolona zarówno z przebiegu kampanii wyborczej, jak i z przebiegu głosowania. Oznajmił, że w ich trakcie komisja nie otrzymała od nikogo żadnych doniesień o przypadkach zastraszania. 
Wybory monitorowane były przez niemal 1,4 tys. obserwatorów, w tym ponad 200 z zagranicy, w  tym z Unii Afrykańskiej oraz Wspólnoty Narodów. Obserwatorzy ze Wspólnoty Narodów stwierdzili, że wybory przebiegły w sposób pokojowy i zorganizowany, jednak stwierdzili, że Rwanda musi zająć się kwestią uczestnictwa różnych grup w życiu politycznym kraju oraz kwestią wolności mediów. Przewodniczący misji powiedział, że kampania zdominowana była przez partię rządzącą i brakowało w niej krytycznych głosów opozycji, gdyż wszyscy czterej kandydaci pochodzili z szeregów koalicji rządowej.